# متلازمة الصرع المرتبطة بالحمى الناتجة عن الخمج
متلازمة الصرع المرتبطة بالحمى الناتجة عن خمج هي متلازمة صرعية حيث يسبق الصرع حديث الظهور بمرض حموي قبل 24 ساعة إلى أسبوعين من بداية النوبات. تم استخدام المصطلح سابقًا للإشارة إلى متلازمة الأطفال ولكن تم إعادة تعريفه ليشمل جميع الأعمار.
كانت المتلازمة تشير سابقًا إلى الإصابة في الأطفال الذين تتراوح أعمارهم بين ثلاثة وخمسة عشر عامًا. الطفل السليم الذي قد يكون مريضًا في الأيام القليلة السابقة أو يعاني من حمى طويلة يمر بحالة من النوبات المستمرة. النوبات مقاومة لأدوية وعلاجات الصرع، على الرغم من أنه يمكن إعطاء الباربيتورات. قد لا تُرجع الاختبارات التشخيصية الطبية في البداية أي تشخيص واضح وقد لا تكتشف أي تورم واضح في الدماغ. المتلازمة نادرة جدًا: قد تصيب طفلًا واحدًا فقط من بين مليون طفل.

## العلامات والأعراض
تبدأ متلازمة الصرع المرتبطة بالحمى الناتجة عن خمج بمرض حموي يصل إلى أسبوعين قبل بداية النوبة. تؤدي هذه النوبات إلى إتلاف وظيفة الدماغ الإدراكي في الفص الجبهي مثل الذاكرة والقدرات الحسية. يمكن أن يؤدي هذا إلى صعوبات التعلم، والاضطرابات السلوكية، ومشاكل الذاكرة، والتغيرات الحسية، وربما الموت. ما يزال الأطفال يعانون من النوبات طوال حياتهم.[بحاجة لمصدر]

## الأسباب
سبب متلازمة الصرع المرتبطة بالحمى الناتجة عن خمج غير معروف. هناك بعض الأعراض السريرية الشائعة، مثل الظهور بعد مرض حموي غير محدد أو مرض معدي معوي أو عدوى الجهاز التنفسي العلوي. غالبًا ما يتم التخلص من هذا المرض السابق من يوم إلى 14 يومًا قبل النوبات الأولى للمريض. هناك نظريات عن مصدر مناعي، واستعداد وراثي، وعملية التهابات، لكن السبب المحدد غير معروف. وهو أكثر شيوعًا عند الذكور من الإناث.

## التشخيص
يصعب تشخيص متلازمة الصرع المرتبطة بالحمى الناتجة عن خمج بسبب ندرته ونقص الواسم الحيوي المؤكد. غالبًا ما يتم تشخيصه عن طريق استبعاد الخيارات الأخرى مثل الأسباب المعدية والسامة والأيضية والجينية. سوف تتكون متلازمة الصرع المرتبطة بالحمى الناتجة عن خمج من مرحلتين -الحادة والمزمنة. تتكون المرحلة الحادة من نوبات بؤرية متكررة للغاية، وتتطور بسرعة إلى حالة صرعية حرارية. تتكون المرحلة المزمنة من صرع مقاوم للأدوية مع ضعف في الإدراك.[بحاجة لمصدر]

## العلاج
- يكون النظام الغذائي المولد للكيتون فعالًا في بعض الحالات، حيث تتراوح فعاليته من 16٪ إلى أكثر من 85٪ [2][7][8]
- يساعد تحفيز العصب المبهم على التحكم في نشاط النوبات بعد التعافي من الحالة.
- يتم استكشاف علاج الغلوبولين المناعي الوريدي كخيار لعلاج هذا النوع من الصرع.[9]
- ثبت أن الباربيتورات فعالة في علاج حالة الصرع.[10]

## التاريخ
سميت متلازمة الصرع المرتبطة بالحمى الناتجة عن خمج في عام 2008 من قبل الدكتور أندرياس فان بالين وزملائه. الأسماء السابقة تشمل التهاب الدماغ الحاد مع النوبات الجزئية المقاومة للحرارة، الصرع المدمر عند الأطفال في سن المدرسة، والصرع الجديد للحالة المقاومة للحرارة.

## موجودات تخطيط الدماغ الكهربائي
تشير نتائج تخطيط الدماغ إلى أن متلازمة الصرع المرتبطة بالحمى الناتجة عن خمج هي عملية محورية مع نوبات البداية البؤرية. في دراسة أجريت عام 2011 على 77 مريضًا من متلازمة الصرع المرتبطة بالحمى الناتجة عن خمج، كان 58 مصابًا بنوبات بؤرية. من بين الـ 58، كان لدى 50 نوبات عمومية ثانوية (نوبات تتطور من نوبات بؤرية إلى نوبات معممة). على القطب الكهربائي لفروة الرأس 10-20، يبدأ النشاط النشبي بشكل عام بشكل مؤقت وينتشر بشكل نصف كروي و/أو ثنائي. بشكل بيني، قد يكون لدى المرضى تباطؤ يمكن اعتباره نمط اعتلال دماغي. أظهرت دراسة حديثة أجريت على 12 مريضًا من متلازمة الصرع المرتبطة بالحمى الناتجة عن خمج أن خلفية دلتا ثيتا المنتشرة تتباطأ بشكل متقطع في جميع الحالات الـ 12.